# Bidi bidi bom bom
«Bidi bidi bom bom» es una canción interpretada por la cantante estadounidense Selena. La canción es el segundo sencillo de su álbum Amor prohibido (1994) y fue escrita por la propia Selena y Pete Astudillo.
En 2012, la cantante pop estadounidense Selena Gomez hizo un dueto con su homónima de esta canción para el disco Enamorada de tí.

## Listas
| Lista (1994)                                  | Posición máxima |
| --------------------------------------------- | --------------- |
| US Hot Latin Tracks (Billboard)               | 1               |
| US Latin Regional Mexican Airplay (Billboard) | 4               |
| US Latin Pop Songs (Billboard)                | 11              |
| Argentina Argentina Single Charts (CAPIF)     | 2               |